# Iuliana Măceșeanu
Iuliana Măceșeanu (n. 7 iulie 1981) este o scrimeră română specializată pe spadă. A fost de trei ori campioană europeană pe echipe (în 2006, 2008 și 2009) și laureată cu bronz pe echipe la Campionatul European din 2005.
Iuliana a început scrima la vârsta de 12 ani, la Craiova, orașul natal.